# Jelbudan
Jelbudan is een bestuurslaag in het regentschap Sumenep van de provincie Oost-Java, Indonesië. Jelbudan telt 3147 inwoners (volkstelling 2010).